# Bożepole Wielkie (stacja kolejowa)
Bożepole Wielkie – stacja kolejowa w Bożympolu Wielkim, w województwie pomorskim, w Polsce. Stacja w Bożympolu Wielkim jest obsługiwana przez PolRegio oraz trójmiejską SKM. Przed wojną była to stacja graniczna Groß Boschpol po stronie niemieckiej. 

## Ruch pasażerski
| Rok  | Wymiana pasażerska na dobę |
| ---- | -------------------------- |
| 2017 | 700-999                    |
| 2022 | 50-99                      |